# St.-Maria-Kirche (Hamswehrum)

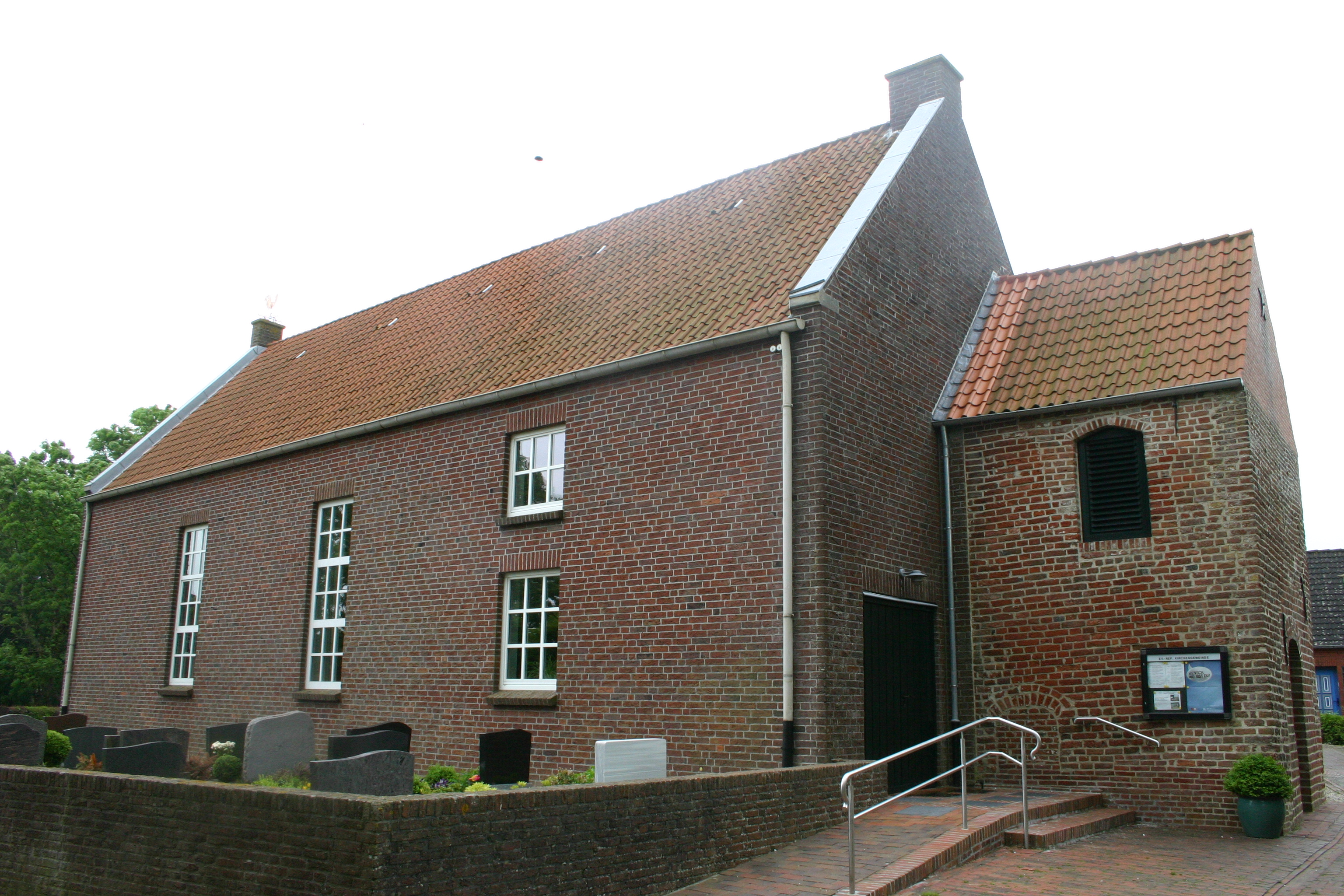
St.-Maria-Kirche

Die evangelisch-reformierte St.-Maria-Kirche befindet sich im ostfriesischen Ort Hamswehrum, in der Krummhörn. Der Saalbau stammt aus dem Jahr 1968. Nur der kleine Glockenturm blieb von der Vorgängerkirche aus dem Ende des 15. Jahrhunderts erhalten.

## Geschichte
Es ist unbekannt, wann die erste Kirche in Hamswehrum errichtet wurde. Das Gotteshaus aus dem Ende des 15. Jahrhunderts hatte vermutlich einen Vorgängerbau, worauf die Formulierung noviter erecta hindeutet. Dieses Gotteshaus war als Einraumkirche mit rechteckigem Grundriss errichtet worden. Auf dem Kirchendach befand sich im Osten ein Dachreiter.
Die Ostwand der Kirche war durch Treppengiebel und eine Gruppe von drei gestaffelten Blenden gegliedert. An den anderen Wänden befanden sich spitzbogige Fenster. Betreten wurde die Kirche durch den angebauten, sehr niedrigen Glockenturm im Westen, der vom Vorgängerbau erhalten ist. In ihrem Inneren befanden sich schräg gestellte Strebepfeiler, die jedoch nie ein Gewölbe trugen.
Im Laufe der Jahrhunderte verfiel die Kirche immer mehr. Ihre Südwand neigte sich stark nach außen und die Nordwand nach innen. Im Jahre 1967 wurde das Gebäude abgebrochen und im Folgejahr durch eine moderne Kirche ersetzt. Ursprünglich sollte eine Giebelwand in den Neubau einbezogen werden, stürzte dann aber ein.

## Architektur und Ausstattung
Der annähernd geostete Saalbau von 1968 wird von einem Satteldach bedeckt und im Ostteil an den Langseiten durch hochrechteckige Fenster mit Sprossengliederung und weiter westlich durch kleinere Fenster in zwei Ebenen belichtet. Die östliche Giebelseite ist fensterlos; drei spitzbogige Blendfenster erinnern an den mittelalterlichen Vorgängerbau.
Die von Johann Friedrich Constabel für die Bargeburer Kirche gebaute Orgel stand vom Jahre 1864 bis 1967 in der Hamswehrumer Kirche, heute befindet sie sich in der Jennelter Kirche. Der niederländische Orgelbauer Johann Reil baute 1969 für die Hamswehrumer Kirche eine neue kleine Orgel mit sechs Registern auf einem Manual.